# Johann Christoph Richter (Kaufmann)
Johann Christoph Richter (* 8. Februar 1734 in Leipzig; † 2. Mai 1801 in Dresden) war ein deutscher Kaufmann und Kommunalpolitiker sowie kurfürstlich-sächsischer Kammerrat und Rittergutsbesitzer.

## Leben und Wirken
Er entstammte der Leipziger Kaufmanns- und Ratsherrenfamilie Richter, zu der unter anderen der Handels- und Ratsherr Thomas Richter (1652–1719), der Leipziger Ratsherr und Kunstsammler Johann Zacharias Richter (1689–1759) sowie der Handels- und Ratsherr Johann Christoph Richter (1689–1751) gehörten. Sein Onkel war der reichbegütete Leipziger Kauf- und Handelsmann Peter Richter, der ihn testamentarisch als Erben seiner Besitzungen einsetzte. Richter übernahm dessen Firma, die in der Reichsstraße in Leipzig ihren Sitz hatte und als Richter & Comp. firmierte. Daneben betrieb er mit seinem Bruder in Leipzig auch die Firma Richter Gebrüder.

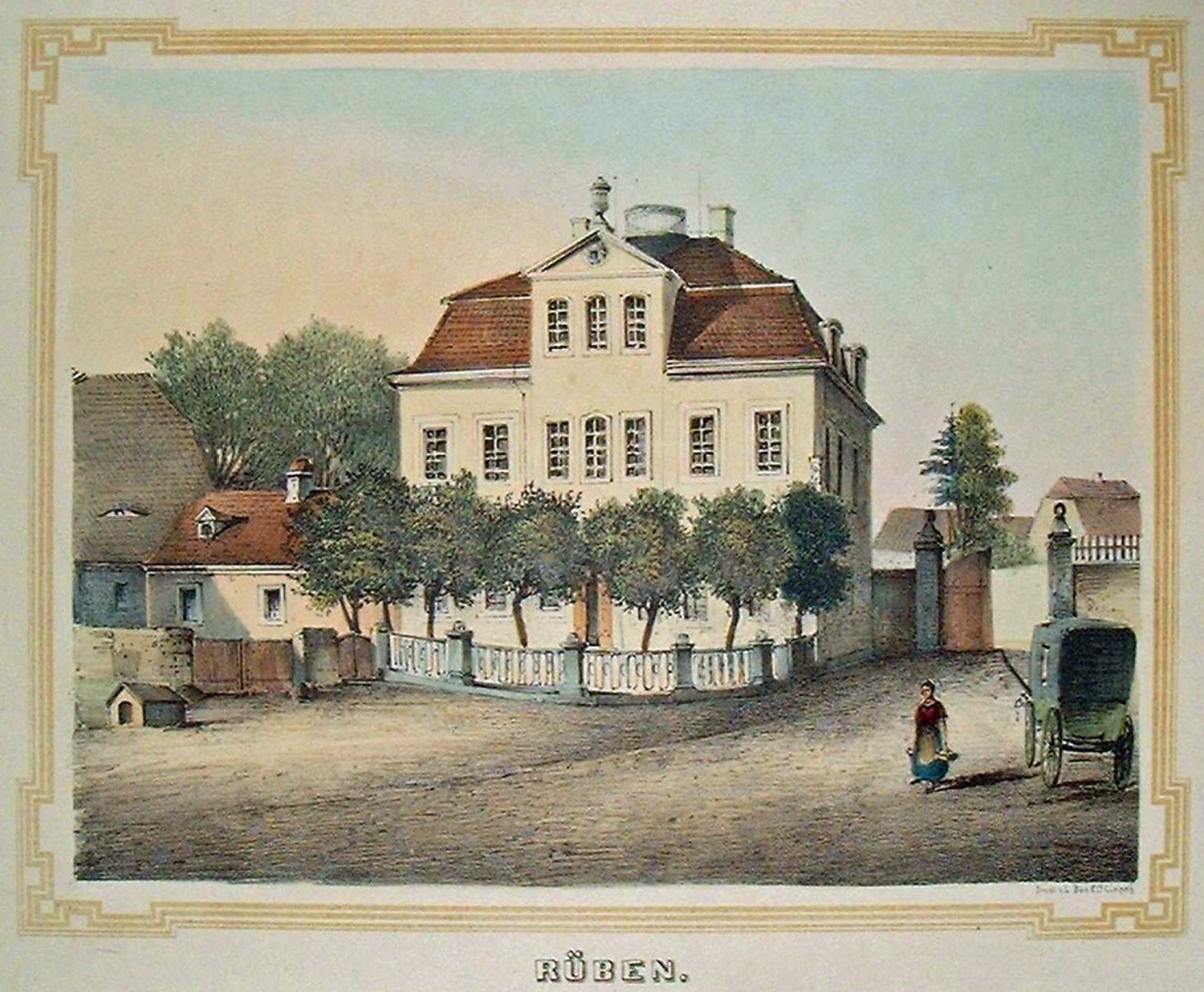
Von Richter als Sommersitz genutztes Herrenhaus des Rittergutes Rüben

Er übernahm die Handlung seines Onkels, der als Kauf- und Handelsmann in der Messestadt Leipzig zu großem Reichtum vor allem durch den Handel mit Waren aus Russland gelangt war. Gleichzeitig übernahm er die von seinem Onkel erworbenen Rittergüter im Dorf Rüben bei Leipzig und Könderitz sowie das Schloss Etzoldshain. Letztere beiden Güter stieß er schon bald gewinnbringend ab und verkaufte sie an den Grafen von Holzendorf. Das Rittergut Rüben behielt er jedoch für sich und benutze es als Sommersitz.
1772 wurde er in Leipzig zum Ratsherrn im Ratskollegium gewählt, bis er 1793 in Dresden in das dortige Geheime Finanzkollegium berufen wurde, wo ihm der Titel eines Kammerrates verliehen wurde.
Richter ließ sich von Anton Graff im ausgehenden 18. Jahrhundert porträtieren.